# Tennis de table aux Jeux panarabes de 2023
 (mars 2025).
Navigation
Édition précédente
Les compétitions de tennis de table de la 13e édition des Jeux panarabes se sont déroulées du 9 au 14 juillet 2023 à Tipaza. 7 épreuves sont disputées.

## Médaillés
| Épreuve            | Or | Argent | Bronze |
| ------------------ | --- | --- | --- |
| Simple hommes      | Arabie saoudite Ali Noor Alkhadraoui                                                                    | Algérie Mehdi Bouloussa                                                                                        | Irak Ameer Thamer Mohammed Al-Nuaimi                                                                                            |
| Simple hommes      | Arabie saoudite Ali Noor Alkhadraoui                                                                    | Algérie Mehdi Bouloussa                                                                                        | Bahreïn Rashed Rashed |
| Doubles hommes     | Arabie saoudite Abdulaziz Saad Bushulaybi Azzam Zeeni Alim                                              | Bahreïn Mohamed Saleh Rashed Rashed                                                                            | Qatar Ahmad Al-Mohannadi Mohammed Hussein                                                                                       |
| Doubles hommes     | Arabie saoudite Abdulaziz Saad Bushulaybi Azzam Zeeni Alim                                              | Bahreïn Mohamed Saleh Rashed Rashed                                                                            | Irak Omar Ayad Thaer Taher Mohammed Zeyad Taher Taher                                                                           |
| Simple femmes      | Tunisie Fadwa Garci                                                                                     | Tunisie Abir Haj Salah                                                                                         | Algérie Lynda Loghraibi |
| Simple femmes      | Tunisie Fadwa Garci                                                                                     | Tunisie Abir Haj Salah                                                                                         | Algérie Malissa Nasri |
| Double femmes      | Tunisie Fadwa Garci Abir Haj Salah                                                                      | Bahreïn Maryam Alaali Phadke Amruta                                                                            | Algérie Lynda Loghraibi Malissa Nasri                                                                                           |
| Double femmes      | Tunisie Fadwa Garci Abir Haj Salah                                                                      | Bahreïn Maryam Alaali Phadke Amruta                                                                            | Jordanie Batool Basim Hasan Khader Taimmaa Yousef Asad Abo-Yaman                                                                |
| Double mixte       | Algérie Lynda Loghraibi Sami Kherouf                                                                    | Tunisie Fadwa Garci Adam Hmam                                                                                  | Jordanie Taimmaa Yousef Asad Abo-Yaman Zaid Yousef Asad Abo-Yaman                                                               |
| Double mixte       | Algérie Lynda Loghraibi Sami Kherouf                                                                    | Tunisie Fadwa Garci Adam Hmam                                                                                  | Bahreïn Maryam Alaali Rashed Rashed                                                                                             |
| Par équipes hommes | Algérie- Mehdi Bouloussa - Sami Kherouf - Abdelbasst Chaichi - Mahiedine Bella - Milhane Amine Jellouli | Arabie saoudite- Ali Noor Alkhadrawi - Abdulaziz Saad Bushulaybi - Azzam Zeeni Alim - Khalid Suliman Alshareif | Qatar- Ahmad Al-Mohannadi - Mohammed Hussein - Abdullah Abdulhussein - Ahmed Alawlaqi - Fahed Almughanne                        |
| Par équipes hommes | Algérie- Mehdi Bouloussa - Sami Kherouf - Abdelbasst Chaichi - Mahiedine Bella - Milhane Amine Jellouli | Arabie saoudite- Ali Noor Alkhadrawi - Abdulaziz Saad Bushulaybi - Azzam Zeeni Alim - Khalid Suliman Alshareif | Jordanie- Zaid Yousef Asad Abo-Yaman - Zeyad Azeez Hashem Aldmaisy - Hasan Mohammad Hasan Alhourani - Khaled Basim Hasan Khader |
| Par équipes femmes | Bahreïn- Maryam Alaali - Phadke Amruta - Fatima Alaali - Rayan Rashed                                   | Tunisie- Fadwa Garci - Abir Haj Salah - Maram Zoghlami - Islam Ounaeis                                         | Algérie- Lynda Loghraibi - Malissa Nasri - Hadjer Tahmi - Amina-Lynda Kessaci - Houda Nourhane Taguercifi                       |
| Par équipes femmes | Bahreïn- Maryam Alaali - Phadke Amruta - Fatima Alaali - Rayan Rashed                                   | Tunisie- Fadwa Garci - Abir Haj Salah - Maram Zoghlami - Islam Ounaeis                                         | Syrie- Zena Asaad - Hend Zaza - Ibaa Hallak - Ghazal Zaher                                                                      |